# Дюньер-сюр-Эрьё
Дюнье́р-сюр-Эрьё (фр. Dunière-sur-Eyrieux, окс. Dunière sur Eyrieux) — коммуна во Франции, находится в регионе Рона — Альпы. Департамент коммуны — Ардеш. Входит в состав кантона Прива. Округ коммуны — Прива.
Код INSEE коммуны 07083.
До 1 января 2001 года коммуна носила название Dunières-sur-Eyrieux.

## Население
Население коммуны на 2008 год составляло 392 человека.
| 1962 | 1968 | 1975 | 1982 | 1990 | 1999 | 2008 |
| ---- | ---- | ---- | ---- | ---- | ---- | ---- |
| 407  | 430  | 359  | 324  | 301  | 324  | 392  |

## Экономика
В 2007 году среди 212 человек в трудоспособном возрасте (15-64 лет) 144 были экономически активными, 68 — неактивными (показатель активности — 67,9 %, в 1999 году было 63,9 %). Из 144 активных работали 121 человек (71 мужчина и 50 женщин), безработных было 23 (6 мужчин и 17 женщин). Среди 68 неактивных 10 человек были учениками или студентами, 35 — пенсионерами, 23 были неактивными по другим причинам.

## Фотогалерея
- Дюньер-сюр-Эрьё
- Карта коммуны